# 库尔通拉默尔德拉克
库尔通拉默尔德拉克（法語：Courtonne-la-Meurdrac）是法国卡尔瓦多斯省的一个市镇，属于利西厄区（Lisieux）利西厄第一县（Lisieux 1er Canton）。该市镇总面积12.69平方公里，2009年时的人口为663人。

## 人口
库尔通拉默尔德拉克人口变化图示
| 数据来源：INSEE |